# 주오 대학 축구부
주오 대학 축구부(일본어: 中央大学サッカー部)는 일본 도쿄도 하치오지시에 위치한 주오 대학의 축구부이다.

## 역사
1927년에 창단 이후로 1949년에 관동대학 리그 2부에서 우승한 뒤 1950년에 관동대학리그 1부로 승격했다.